# 예루살렘 구시가

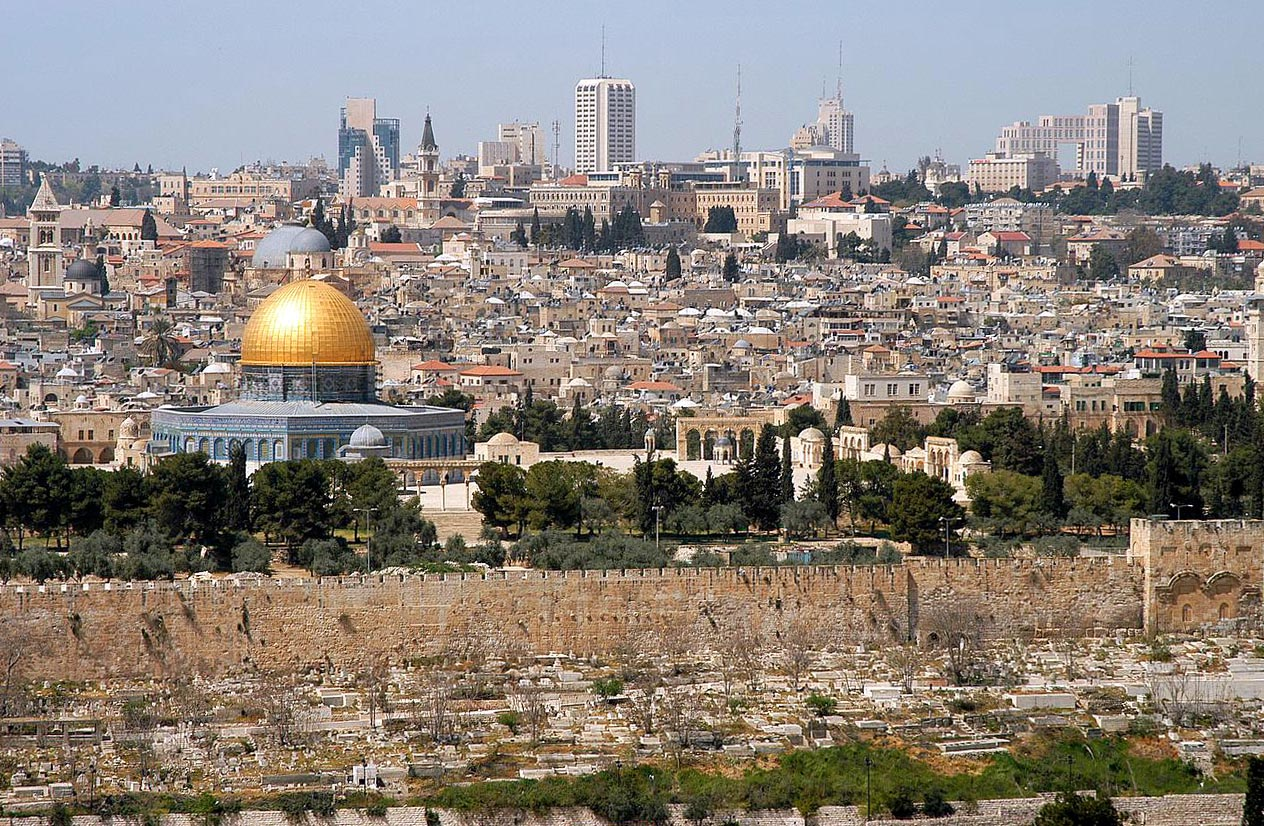

예루살렘 구시가(הָעִיר הָעַתִּיקָה) 또는 예루살렘 구시가지는 현대 도시 예루살렘 안에 위치한 0.9제곱 킬로미터의 벽이 있는 지역이다.
구시가지의 역사는 지난 1,500년 넘게 특히 예루살렘의 옛 지도들에서 매우 상세히 문서화되어왔다. 이 지역은 19세기 말까지 예루살렘 도시 전체를 구성하였다. 실로암 등의 이웃 아랍 빌리지와 Mishkenot Sha'ananim 등의 새 유대인 빌리지는 나중에 지방 자치체 경계의 일부가 되었다.